# HMS H31
HMS H31 – brytyjski okręt podwodny typu H. Zbudowany w latach 1917–1918 w stoczni Vickers w Barrow-in-Furness, gdzie okręt został wodowany 16 listopada 1918 roku. Do służby w Royal Navy został przyjęty 21 lutego 1919 roku.
HMS H31 należał do serii okrętów typu H ze zmienioną konstrukcją. Po internowaniu części okrętów budowanych na zlecenie w Stanach Zjednoczonych zapadła decyzja o przeniesieniu produkcji do Wielkiej Brytanii. Od początku 1917 roku do końca 1920 roku w stoczniach Vickers, Cammell Laird, Armstrong Whitworth, Beardmore oraz HM Dockyard wybudowano 23 okręty tej klasy.
24 grudnia 1941 roku H31, pod dowództwem Lt. F.B. Gibbsa, zaginął w czasie patrolu w Zatoce Biskajskiej, prawdopodobnie po wejściu na minę. Zginęła cała załoga.